# Mariusz Dulęba
Mariusz Dulęba (ur. 8 lutego 1975 w Bytomiu) – polski hokeista, reprezentant Polski. Trener hokejowy. 

## Kariera
- Polonia Bytom (1995-2001)
- Unia Oświęcim (2001-2005)
- Cracovia (2005-2012)

Po sezonie 2011/2012 zakończył karierę zawodniczą. Po zakończeniu kariery w listopadzie 2012 roku został trenerem drużyny Czartów Kraków, występującej w Małopolskiej Amatorskiej Lidze Hokeja. W grudniu 2014 roku rozpoczął współpracę z Polską Telewizją Sportową w roli eksperta i komentatora transmitowanych spotkań Polskiej Hokej Ligi. W maju 2015 został asystentem trenera Cracovii. Odszedł z tej funkcji w połowie listopada 2017.
W trakcie kariery określany pseudonimem Dulek.

## Sukcesy
- Złoty medal mistrzostw Polski (8 razy): 2001, 2002, 2003, 2004 z Unią Oświęcim, 2006, 2008, 2009, 2011 z Cracovią
- Srebrny medal mistrzostw Polski (3 razy): 2005 Unią Oświęcim, 2010, 2012 z Cracovią
- Brązowy medal mistrzostw Polski (2 razy): 2005, 2007 z Cracovią